# Direttiva Habitat
La direttiva Habitat (Direttiva n. 92/43/CEE relativa alla conservazione degli habitat naturali e semi naturali e della flora e della fauna selvatiche) è una direttiva approvata il 21 maggio 1992 dalla Commissione europea che ha lo scopo di promuovere il mantenimento della biodiversità mediante la conservazione degli habitat naturali nel territorio europeo.
A tal fine vengono individuate una serie di habitat di interesse comunitario i quali vengono tutelati concretamente nelle Zone Speciali di Conservazione (Z.S.C.), che a loro volta derivano da una iniziale designazione dei Siti di Importanza Comunitaria (S.I.C.). Questi vanno a costituire la rete di siti Natura 2000, elencati rispettivamente negli allegati I e II, come: la valutazione d'incidenza (art 6), il finanziamento (art 8), il monitoraggio e l'elaborazione di rapporti nazionali sull'attuazione delle disposizioni della Direttiva (articoli 11 e 17), e il rilascio di eventuali deroghe (art. 16). Inoltre, parallelamente si intende proteggere una serie di organismi animali e vegetali (elencati negli allegati IV e V) di importanza primaria per rarità o ruolo chiave negli ecosistemi,riconoscendo l'importanza degli elementi del paesaggio che svolgono un ruolo di connessione ecologica per la flora e la fauna selvatiche (art. 10). 
Gli elenchi citati vengono aggiornati periodicamente secondo l'evolversi della situazione e delle conoscenze scientifiche, in coordinazione con la lista rossa europea. Tale direttiva è stata recepita dall'Italia nel 1997 tramite il Regolamento D.P.R. 8 settembre 1997 n. 357 modificato ed integrato dal D.P.R. 120 del 12 marzo 2003.
La Direttiva è stata modificata più volte, con aggiustamenti significativi nel 1997, 2003 e 2006 . Queste modifiche hanno incluso l’adeguamento delle norme per la gestione dei siti Natura 2000 e l’introduzione di nuove specie e habitat da proteggere.
L’ultimo aggiornamento della Direttiva Habitat è stato effettuato il 4 maggio 2023, che ha incluso nuove misure per migliorare la conservazione degli habitat naturali e delle specie di interesse comunitario.